# Robertson-öböl
A Robertson-öböl egy nagy, nagyjából háromszög alakú öböl az antartkiszi Viktória-föld északi partvonalánál, amelyet keletről az Adare-félsziget, nyugatról és délről az Admiralitás-hegység gleccserekkel szabdalt lejtői határolnak. Az öböl bejáratát a Barrow-fok és az Adare-fok határolják. Az öböl nagyjából 38 kilométer széles és 40 kilométer mélységben nyúlik be a szárazföldbe.

## Felfedezése és feltérképezése
Az öblöt Sir James Clark Ross fedezte fel 1841-ben, és dr. John Robertsonról, a HMS Terror expedíciós hajó orvosáról nevezte el. Robertson az expedíció során az orvosi tevékenység mellett a zoológiai és földrajzi megfigyelésekkel is foglalkozott.
Az öböl részletes feltérképezését a Carsten Borchgrevink (1864–1934) norvég–angol származású felfedező vezetésével, 1899 és 1900 között megvalósított Southern Cross-expedíció során végezték el. Az expedíció során 1899 februárjában téli szállást alakítottak ki az Adare-fokon, ahol – a világon elsőként – a teljes telet az antarktiszi szárazföldön töltötték. Ennek során William Colbeck részletes térképeket készített az öböl partvidékéről és az öböl mentén elterülő hegyláncokról, a csapat feltárta a terület geológiáját, állat- és növényvilágát, folyamatos meteorológiai és mágnességi méréseket végzett és számtalan kőzetmintát, állat- és növénypéldányt gyűjtött későbbi tudományos elemzés céljára.

## Gleccserek az öböl mentén
Az öbölbe érkezik az Admiralitás-hegységben és az Adare-fokon eredő számos gleccser: a Dugdale-gleccser, az Egeberg-gleccser, a Frank Newnes-gleccser, a Haffner-gleccser, a Murray-gleccser, a Newnes-gleccser, a Nielsen-gleccser, az Ommanney-gleccser, a Reusch-gleccser, a Scott Keltie-gleccser és a Warning-gleccser. Az öböl déli partvidékéhez közel található az apró York hercege-sziget.

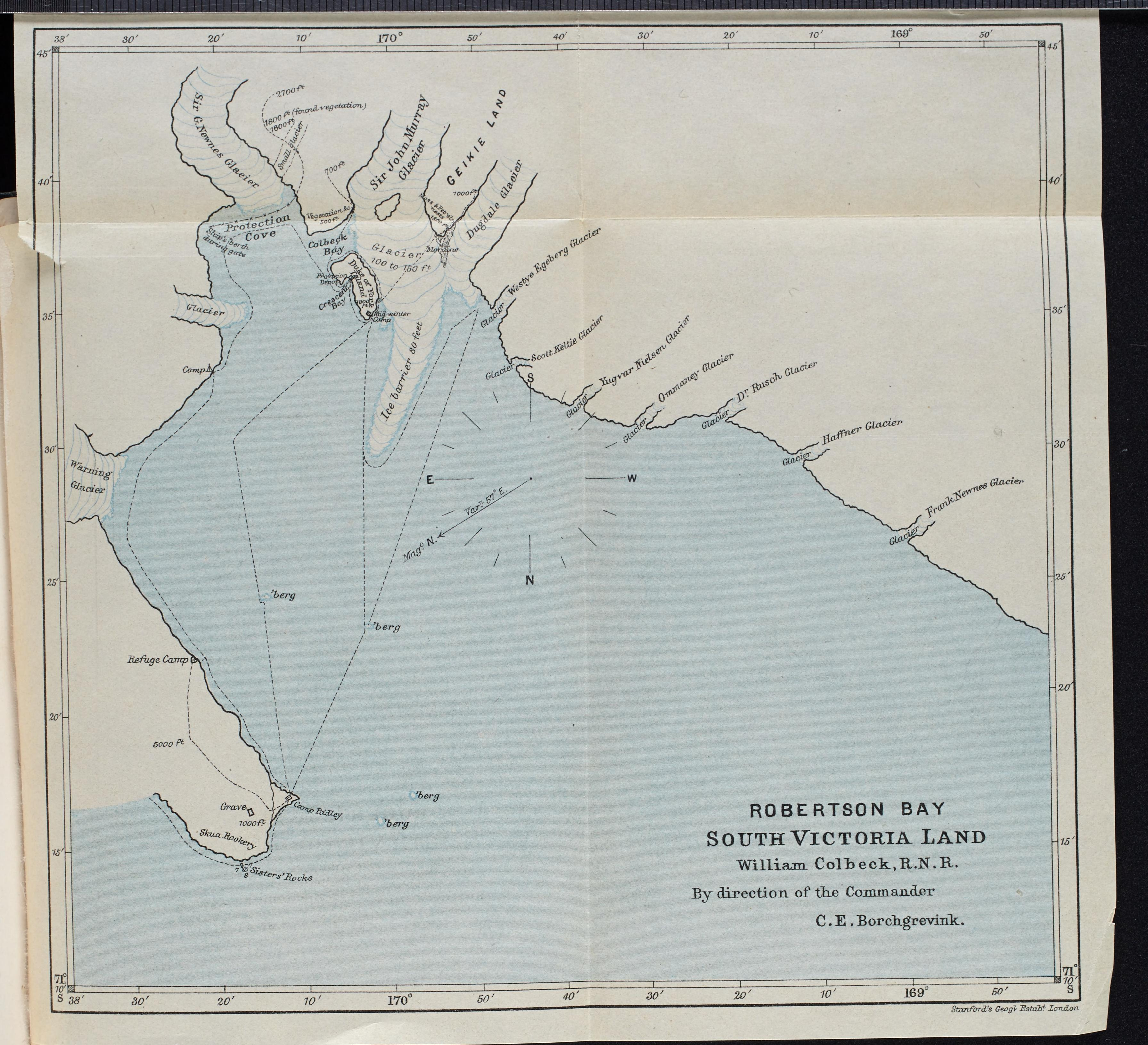
A Robertson-öböl térképe (William Colbeck)

## Élővilága
Az öböl partvidékén, az Adare-fokon található a világ legnagyobb egyedszámú Adélie-pingvin (Pygoscelis adeliae) kolóniájának költőhelye, ahol nagyságrendileg 250 000 költőpár található a költési időszakban. A területen lerakódott pingvincsontok szénizotópos kormeghatározás módszerével végzett vizsgálata azt valószínűsíti, hogy 38 000 éve élnek pingvinkolóniák az Adare-foknál. A kolóniáról és annak párzási, költési szokásairól, George Murray Levick, a Terra Nova-expedíció tagja készített tanulmányt, miután 1911-1912-ben egy teljes költési ciklust meg tudott figyelni az Adare-foknál. A tanulmányt a pingvinek sajátosnak tartott szaporodási szokásai szerint a korabeli tudományos vezetés nem tartotta publikálásra alkalmasnak. A tanulmányt csupán 2012-ben fedezték fel újra és ekkor jelent meg először. A kutatók szerint a felfedezés jelentősen megvilágítja a faj viselkedését, amelyet egyes kutatók az éghajlatváltozás mutatójának is tartanak.